# 16e armée régionale (Japon)
La 16e armée régionale (第16方面軍, Dai-jūroku hōmen gun) est une composante de l'armée impériale japonaise basée à Kyūshū durant la Seconde Guerre mondiale.

## Histoire
La 16e armée régionale japonaise est formée le 1er février 1945 sous le contrôle direct du commandement général de défense. Elle fait partie des efforts désespérés de l'empire du Japon d'empêcher les débarquements alliés à Kyūshū durant l'opération Downfall (ou opération Ketsugō (決号作戦, Ketsugō sakusen) en japonais). Elle est transférée dans la nouvelle deuxième armée générale le 8 avril 1945 et est responsable des régions du Kansai et du Chūgoku et de l'île de Shikoku. Son quartier-général se trouve à Chikushino dans la préfecture de Fukuoka. Les commandants de la 16e armée régionale sont d'un poste équivalent à ceux de l'armée du district de l'Ouest et ont l'honneur de recevoir leur nomination personnellement de l'empereur Hirohito plutôt que du quartier-général impérial. Au moment de la reddition japonaise, la 16e armée régionale compte 916 828 membres à Kyūshū en position ou en phase de positionnement.
Bien que les Japonais soient capables de former de nouvelles armées, l'entraînement et l'équipement de leurs soldats est plus difficile. En août, l'armée japonaise a l'équivalent de 65 divisions au Japon mais assez d'équipement pour seulement 40 et de munitions pour seulement 30. Les Japonais décident de ne pas tout miser sur le résultat de la bataille de Kyūshū, mais ils concentrent leurs actifs à un degré tel qu'ils n'auraient plus eu de réserves disponibles. Il est estimé que les forces présentes à Kyūshū disposent de 40 % du total des munitions au Japon.
De plus, les Japonais forment des corps combattants des citoyens patriotiques qui intègrent tous les hommes en bonne santé de 15  à   60 ans et les femmes de 17  à   40 ans. Les armes, l'entraînement, et les uniformes manquent globalement, certains hommes ne sont même armés qu'avec des mousquets à chargement par la bouche, des arcs longs, ou des lances de bambou. On attend cependant d'eux qu'ils fassent leur devoir jusqu'au bout.
« À une jeune lycéenne mobilisée, Yukiko Kasai, on donna une alêne : « Même si vous ne tuez qu'un soldat américain, cela fera l'affaire. Il vous suffit de viser l'abdomen ». »
La 16e armée régionale est démobilisée lors de la reddition du Japon le 15 août 1945 sans avoir combattu.

## Commandement

### Commandants
|   | Nom                               | De               | À            |
| - | --------------------------------- | ---------------- | ------------ |
| 1 | Lieutenant-général Isamu Yokoyama | 1er février 1945 | 15 août 1945 |

### Chef d'état-major
|   | Nom                                 | De               | À            |
| - | ----------------------------------- | ---------------- | ------------ |
| 1 | Lieutenant-général Wataro Yoshinaka | 1er février 1945 | 3 mai 1945   |
| 2 | Lieutenant-général Masazumi Inada   | 3 mai 1945       | 15 août 1945 |